# Clément Thomas (acteur)
Pour les articles homonymes, voir Clément Thomas.
Clément Thomas est un acteur français. Il est le fils de l’acteur, réalisateur, scénariste et producteur de cinéma Pascal Thomas. Il meurt en juillet 2019.

## Filmographie

### Acteur
- 1974 : Le Chaud Lapin de Pascal Thomas : Clément
- 1979 : Confidences pour confidences de Pascal Thomas : le petit Bernard
- 1981 : Celles qu'on n'a pas eues de Pascal Thomas : Alain
- 1989 : Les Maris, les Femmes, les Amants de Pascal Thomas : Clément
- 1991 : La Pagaille de Pascal Thomas : Clément
- 1999 : La Dilettante de Pascal Thomas : l'avocat de Pierrette
- 2000 : Scènes de crimes de Frédéric Schoendoerffer : le tueur
- 2001 : Confession d'un dragueur d'Alain Soral : Fred
- 2001 : La Bête de miséricorde de Jean-Pierre Mocky : un flic au commissariat
- 2001 : Mercredi, folle journée ! de Pascal Thomas : le commissaire adjoint
- 2003 : Cette femme-là de Guillaume Nicloux : Yvan Thiel
- 2004 : Agents secrets de Frédéric Schoendoerffer : homme de main
- 2006 : Le Concile de pierre de Guillaume Nicloux : le chauffeur de Sybille
- 2007 : L'Heure zéro de Pascal Thomas : Thomas Rondeau
- 2007 : Truands de Frédéric Schoendoerffer : Kunsmann

### Machiniste
- 2001 : Mercredi, folle journée ! de Pascal Thomas